# Bernard Germain de Lacépède

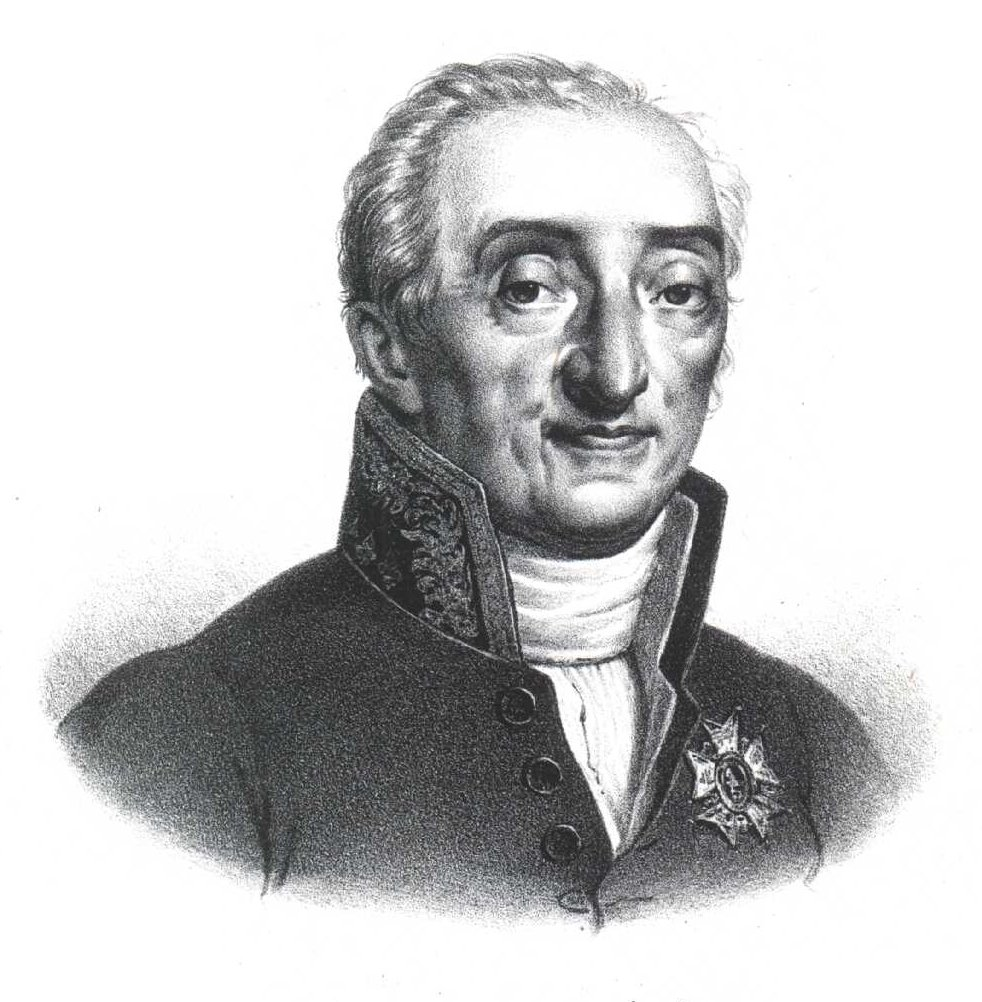
Bernard Germain de Lacépède

Bernard-Germain-Étienne de La Ville-sur-Illon, comte de Lacépède of La Cépède (Agen, 26 december 1756 – Épinay-sur-Seine, 6 oktober 1825) was een Franse natuuronderzoeker en politicus.

## Biografie
Lacépède werd onderwezen door zijn vader. De bestudering van Buffons natuurlijke historie (Histoire naturelle, générale et particulière) in zijn vroege jeugd, wekte bij Lacépède interesse voor die studierichting. Verder had hij belangstelling voor muziek, met name de piano en het orgel. Hij componeerde onder andere twee opera’s, die nooit werden gepubliceerd. In 1781–1785 bracht hij enkele composities uit in het boek Poétique de la musique. Tegelijkertijd schreef hij twee scripties, Essai sur l'électricité (1781) en Physique générale et particulaire (1782–1784), die de aandacht trokken van Buffon. In 1785 maakte Buffon hem tot subdemonstrator in de Jardin du Roi. Tevens stelde hij Lacépède voor om zijn werk, Histoire naturelle, voort te zetten. Deze voortzetting werd gepubliceerd onder de titels Histoire des quadrupèdes, ovipares et des serpents (2 vols., 1788–1789) en Histoire naturelle des reptiles (1789).
Na de Franse Revolutie werd Lacépède lid van de Wetgevende Vergadering. Tijdens de Terreur verliet hij Parijs, omdat hij vreesde voor zijn leven vanwege zijn afkeuring van de Septembermoorden. Toen de Jardin du Roi werd gereorganiseerd naar de Jardin des Plantes, werd Lacépède voorzitter van de afdeling die zich bezighield met de studie van reptielen en vissen. In 1798 publiceerde hij het eerste deel van Histoire naturelle des poissons. Het vijfde deel verscheen in 1803. Vanaf deze periode tot aan zijn dood verhinderde zijn deelname aan de politiek hem om nog langer belangrijke bijdragen te leveren aan de wetenschap. In 1799 werd hij senator, in 1801 president van de senaat (een positie die hij ook had in 1807-08 en 1811-13), in 1803 grootkanselier van het Legioen van Eer, in 1804 minister van staat, en in 1819 een pair van Frankrijk.
Tijdens de laatste jaren van zijn leven schreef Lacépède zijn Histoire générale physique et civile de l'Europe, die in 1826 in 18 delen werd uitgegeven.

## Werken
- 1781 – Essai sur l'électricité naturelle et artificielle. Parijs.
- 1782–84 – Physique générale. Parijs.
- 1785 – La poétique de la musique. Parijs.
- 1788 – Vie de Buffon. Maradan, Amsterdam.
- 1788–90 – Histoire naturelle des quadrupèdes ovipares et des serpens. de Thou, Parijs.
- 1797 – Discours d'ouverture du Cours d'histoire naturelle. Parijs.
- 1798 – Discours d'ouverture et de clôture du cours d'histoire naturelle des animaux vertébrés et a sang rouge. Plassan, Parijs.
- 1798–1803 – Histoire naturelle des poissons. Plassan, Parijs.
- 1799 – Discours d'ouverture et de clôture du cours d'histoire naturelle. Plassan, Parijs.
- 1801 – Discours d'ouverture et de clôture du cours de zoologie. Plassan, Parijs.
- 1801–04 – La menagerie du Museum national d'histoire naturelle. Miger, Parijs.
- 1802 – Notice historique sur la vie et les ouvrages de Dolomieu. Bossange, Parijs.
- 1804 – Histoire naturelle des cétacées. Plassan, Parijs.
- 1825 – Histoire naturelle des quadrupèdes ovipares, serpents, poissons et cétacées. Eymery, Parijs.
- 1826 – Histoire générale, physique et civile de l'Europe. Cellot, Mame, Delaunay-Vallée & de Mat, Paris, Brussel.
- 1827 – Histoire naturelle de l'homme. Pitois-Le Vrault, Parijs.
- 1830 – Les ages de la nature et histoire de l'espèce humaine. Parijs.